# Nacimiento (Spagna)
Nacimiento è un comune spagnolo  situato nella comunità autonoma dell'Andalusia.